# Siproeta stelenes
La camuflada verde o malaquita (Siproeta stelenes) es una mariposa neotropical (familia Nymphalidae). La camuflada verde tiene grandes alas que son de color negro y brillante de color verde o amarillo-verde en el haz de luz y de color marrón y verde oliva en la parte inferior. El nombre malaquita viene del mineral malaquita, que es similar en color al verde brillante en las alas de la mariposa. Por lo general, la extensión de alas es de entre 8,5 y 10 cm (3,3 y 3,9 pulgadas). La camuflada verde se encuentra en toda América Central y el norte de América del Sur, donde es una de las especies más comunes de mariposa. Su distribución se extiende por el norte hasta el sur de Texas y la punta de la Florida, a Cuba como subespecies de S. s. insularis (Holland, 1916), y S. s. biplagiata, y el sur de Brasil.
Los adultos se alimentan de néctar de las flores, frutos podridos, animales muertos, y el estiércol de murciélagos (Chiroptera). Las hembras ponen los huevos en las hojas nuevas de plantas de la familia Acanthaceae, especialmente Ruellia. Las larvas son cornudas, espinosas, orugas negras con marcas rojas.
La camuflada verde a menudo se confunde con Philaethria dido. Tienen una coloración similar, pero sus formas de ala son diferentes.

## Subespecies
- Siproeta stelenes stelenes en México, Honduras y Costa Rica.
- Siproeta stelenes biplagiata Fruhstorfer, 1907
- Siproeta stelenes insularis (Holland, 1916); en Cuba.
- Siproeta stelenes meridionalis (Fruhstorfer, 1909); en Brasil y Perú.
- Siproeta stelenes sophene Fruhstorfer, 1907; en Ecuador.

## Galería

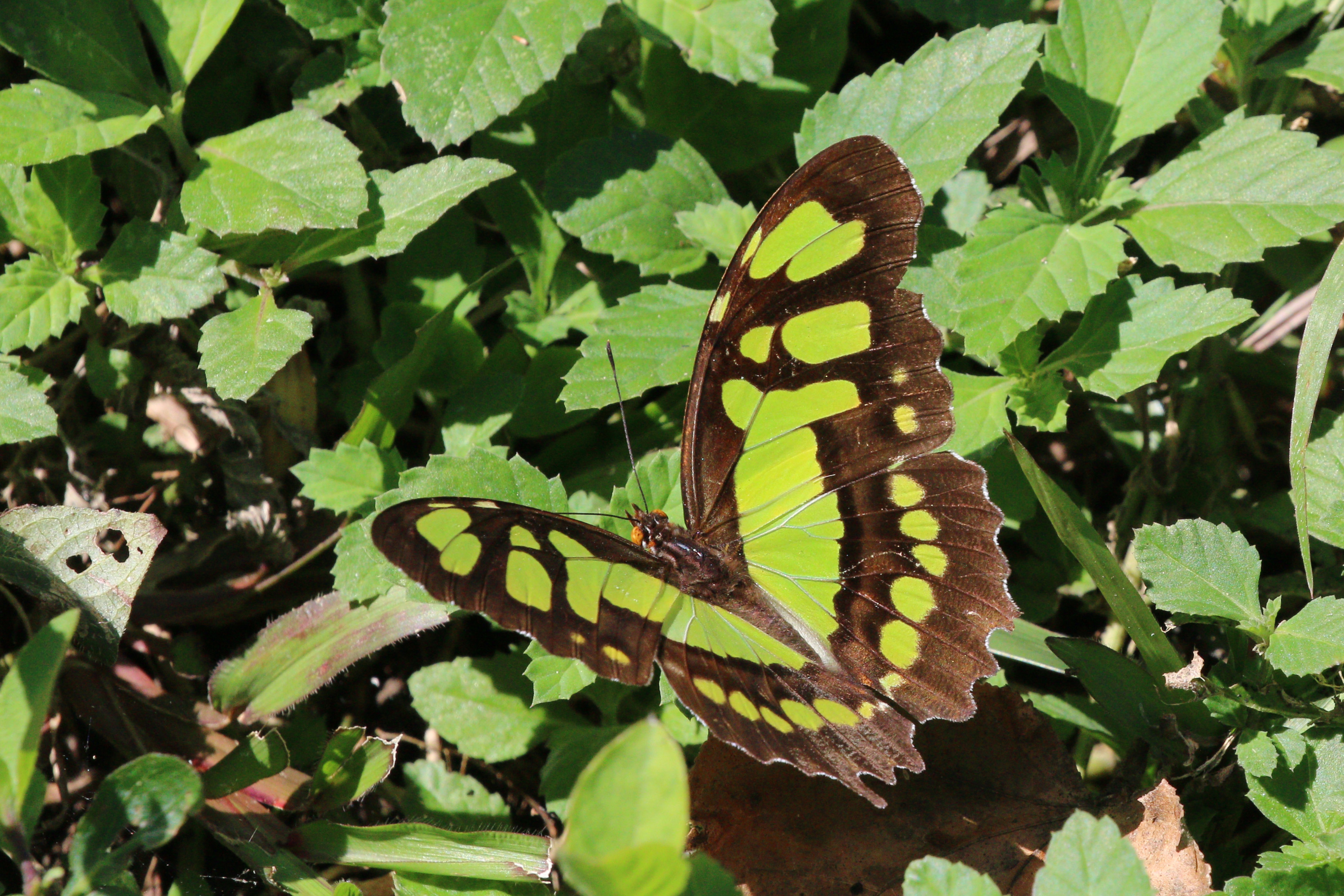
S. s. biplagiata, Cuba.
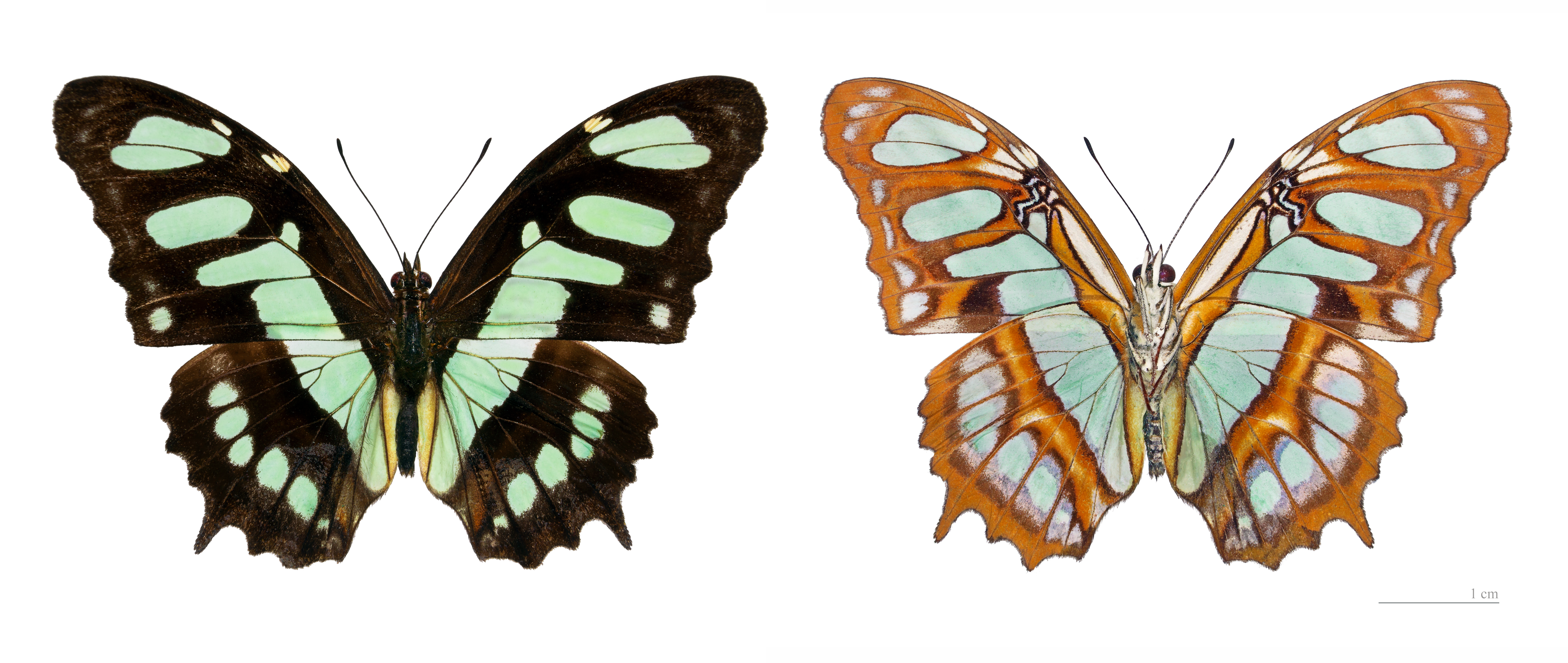
S. stelenes meridionalis - Museo de Toulouse.
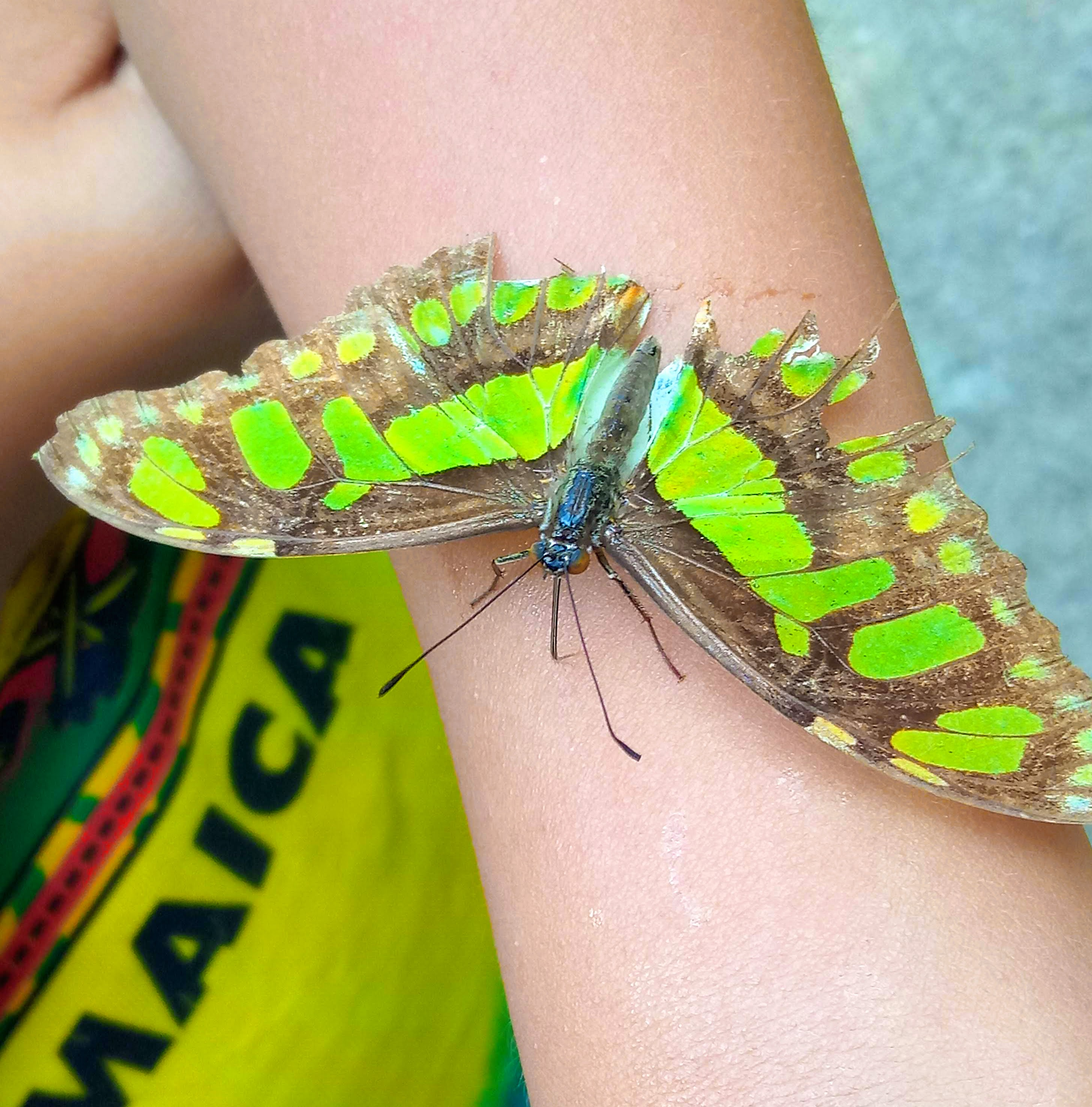
Una S. s. sophene  en el Mariposario del Jardín Botánico del Quindío, Colombia.